# 白井戦太郎
白井 戰太郎（しらい せんたろう、1907年 - 1945年8月6日）は、日本の映画監督、脚本家である。市川右太衛門プロダクションでデビュー、亜細亜映画旭ヶ丘撮影所を興した後、大都映画で活躍したが第二次世界大戦末期に徴用され、広島市への原子爆弾投下により被爆死した。近衛十四郎を主役に抜擢した人物として知られる。新漢字表記白井 戦太郎（読み同）、本名煙崎 浅男（たばさき あさお）。

## 人物・来歴
1907年（明治40年）、広島県水主町（現在の同県広島市中区加古町）に生まれる。
1927年（昭和2年）、剣戟俳優の市川右太衛門が奈良に設立した市川右太衛門プロダクションあやめ池撮影所で、同年、右太衛門主演のサイレント映画『怒苦呂』を監督し、映画監督としてデビューした。以降、1933年（昭和8年）まで同社で27作を監督した。同年、嵐寛寿郎プロダクションに移籍、嵐寛寿郎主演のサイレントの剣戟映画『隠密一代男』、『黄金騎士』の2作を監督して独立した。
1934年（昭和9年）、大阪の枚方市に亜細亜映画を設立、旭ヶ丘撮影所を開所、日活太秦撮影所の端役俳優であった当時20歳の近衛十四郎を見初めて主役に抜擢し、市川右太衛門プロダクションの脚本家であった御荘金吾のオリジナル脚本でサイレントの剣戟映画『叫ぶ荒神山』、『曲斬海道旅』を製作・監督した。同年9月、室戸台風によって撮影所は壊滅、再建する資金もなく閉鎖した。白井は、近衛とともに東京の大都映画に入社する。
1935年（昭和10年）、大都映画移籍第1作『定九郎破れ笠』を発表、以降、杉山昌三九主演の『赤尾の林蔵』（1938年）、阿部九洲男主演の『柘榴一角』（1941年）等、6年間に64本を監督する。
1942年（昭和17年）2月の戦時統制で大都映画は新興キネマ、日活の製作部門と合併して大日本映画製作（のちの大映）になり、白井は大映京都撮影所勤務となる。同社では池田富保とともに、阪東妻三郎主演の『富士に立つ影』（1942年）と吉井莞象主演の『菊池千本槍 シドニー特別攻撃隊』（1944年）を共同監督した。小崎政房の回想によれば、この時期、従来の妻と離婚し、大都時代からの同僚のスター女優・琴糸路と結婚、琴はそれを理由に大映を退社、琴糸路一座を組んで実演の旅に出たという。
1945年（昭和20年）1月14日、片岡千恵蔵・市川春代主演の『龍の岬』が公開されたが白井は応召され、同年8月6日、田坂具隆の上官として同じ隊に所属し、広島に駐在した折に広島市への原子爆弾投下に遭って被爆、戦死した。満38歳前後の没。田坂は一命を取り留めたが、長年原爆症に苦しんだ。白井は俳優の丸山定夫らとともに被爆死した数少ない映画人の一人である。
白井の監督作の多くは現存が確認されていないが、東京国立近代美術館フィルムセンターが『噫軍神杉本中佐 死の中隊』と『赤尾の林藏』、マツダ映画社がデビュー作の『怒苦呂』、『柘榴一角』をそれぞれ所蔵している。

## おもなフィルモグラフィ
- 『怒苦呂』 Dokuro : 1927年
- 『悲願四目菱』 : 共同監督古野英治、1931年
- 『隠密一代男』 : 1933年
- 『黄金騎士』 : 1933年
- 『叫ぶ荒神山』 : 1934年
- 『曲斬海道旅』 : 1934年
- 『定九郎破れ笠』 : 1935年
- 『忠臣蔵』 : 1937年
- 『赤尾の林蔵』 : 1938年
- 『噫軍神杉本中佐 死の中隊』 : 1938年
- 『地平線』 : 共同監督吉村操、1939年
- 『柘榴一角』 : 1941年
- 『鞍馬天狗 雨中の騎士』 : 1941年
- 『富士に立つ影』 : 共同監督池田富保、1942年
- 『菊池千本槍 シドニー特別攻撃隊』 : 共同監督池田富保、1944年
- 『龍の岬』 : 1945年 - 遺作

## 註
1. ↑  『昭和十七年映画年鑑』日本映画協会、1942年、5-52頁。
2. 1 2 3 4 5  ひらかた検定 解答解説、枚方市、2009年11月1日閲覧。
3. 1 2  『朝日年鑑』、朝日新聞社、1946年、p.98
4. 1 2  菊池夏樹『菊池寛と大映』、白水社、2011年、p.142
5. 1 2 3  『琴糸路と白井戦太郎の恋』、中村泰、『映画論叢 20』所収、国書刊行会、2009年4月 ISBN 4336051127, p.74.
6. 1 2 3 4 5 6 7  白井戦太郎、日本映画データベース、2009年11月1日閲覧。
7. ↑  『琴糸路と白井戦太郎の恋』、中村泰、『映画論叢 20』、p.64.
8. ↑  所蔵映画フィルム検索システム、東京国立近代美術館フィルムセンター、2010年4月1日閲覧。
9. ↑  主な所蔵リスト 劇映画＝邦画篇、マツダ映画社、2010年4月1日閲覧。